# Honda NC 700 X
Die NC 700 X ist ein teilverkleidetes Motorrad des japanischen Fahrzeugherstellers Honda. Das als Crossover-Bike beworbene motorisierte Zweirad wurde am 9. November 2011 auf der EICMA in Mailand präsentiert und ab April 2012 verkauft. Der Hubraum des Zweizylindermotors beträgt 670 cm³. Die Verkaufsbezeichnung NC steht für New Concept, der interne Modellcode lautet RC 63.

## Konzept
Von Honda in Auftrag gegebene Marktumfragen ergaben, dass Motorräder in über 90 % der Zeit bei einer Geschwindigkeit von unter 140 km/h und bei Motordrehzahlen von unter 6000/min bewegt werden. Aus diesem Grund hat Honda ein für diese Nutzungsbereiche ausgelegtes, günstiges Motorrad entwickelt.
Die NC 700 X hat die gleiche Plattform wie das Naked Bike NC 700 S (RC 61) und der Großroller Honda NC 700 D Integra (RC 62). Um Entwicklungs- und Fertigungskosten zu senken, übernahm Honda Motors das aus dem Automobilbau bekannte Baukastenprinzip und schuf so drei unterschiedliche Modelle, deren Motor, Rahmen, Kraftstofftank und Bedienelemente weitgehend gleich sind.

Eine Sonderstellung hat das seit 2014 erhältliche Modell CTX 700. Auf der bekannten NC-Plattform realisierte Honda einen Cruiser. Dieses Modell ist nur mit dem sonst gegen Aufpreis lieferbaren Doppelkupplungsgetriebe erhältlich.

## Motorisierung
Die NC 700 X und ihre beiden Schwestermodelle der NC-Baureihe haben jeweils den gleichen Motor, einen langhubigen Parallel-Twin mit 670 cm³ Hubraum. Die zwei Zylinder haben eine Bohrung von 73 mm Durchmesser, die Kolben einen Hub von 80 mm bei einem Verdichtungsverhältnis von 10,7:1. Zugrunde liegt der Motor aus dem Kleinwagen Honda Jazz, der auf zwei Zylinder reduziert und für den Einsatz in einem Motorrad optimiert wurde. Die Leistungseigenschaften des Motors ähneln daher mehr denen eines Autos, mit einer Drehzahlbegrenzung auf 6500/min und relativ hohem Drehmoment im unteren und mittleren Drehzahlbereich. Unter anderem daraus resultiert auch der geringe Kraftstoffverbrauch des Motorrads: Angegeben sind 3,7 l/100 km, gemessen im WMTC-Modus (worldwide-harmonized motorcycle testcycle). Die Zeitschrift Auto Zeitung gibt den durchschnittlichen Verbrauch mit 4,3 Liter auf 100 km an. Der Reihentwin ist um 62 Grad nach vorne geneigt, was eine gute Schwerpunktlage und niedrige Einbauhöhe ermöglicht. Um die Zahl der Bauteile im Motor zu verringern, werden Öl- und Wasserpumpe direkt angetrieben.
Das Motorrad beschleunigt in 5,8 Sekunden von 0 auf 100 km/h und erreicht eine Höchstgeschwindigkeit von 168 km/h.

## Besonderheiten
Vor dem Fahrersitz, wo sich üblicherweise der Kraftstofftank befindet, ist bei der NC 700 X ein ca. 21 Liter fassendes Staufach, in das ein Integralhelm passt. Der 14,1 Liter fassende Kraftstofftank  liegt unter dem Fahrersitz, der Tankdeckel ist unter dem hochklappbaren Soziussitz. Dadurch liegt der Schwerpunkt niedriger.
Die NC ist nach der VFR 1200 F das zweite Motorradmodell von Honda bei dem ein Doppelkupplungsgetriebe (eng. Dual Clutch Transmission, DCT) optional lieferbar ist.

## Kritiken
„Tatsache ist, dass die brandneue Honda NC 700 X von den Eckdaten her eher der Vernunft als dem Lustprinzip huldigt. Das neue Volksmotorrad glänzt neben dem enorm günstigen Preis von knapp 6000 Euro vor allem durch gehobenen Alltagsnutzen statt mit panzerbrechender Dynamik.“

„Den Komfort machen ein überraschend guter Windschutz hinter der kleinen verstellbaren Scheibe und ein riesiges 21-Liter-Staufach unter der Tankattrappe komplett, das einen Helm oder Rucksack aufnehmen kann. Natürlich becirct die NC 700 X nicht mit edlen Komponenten, aber ihre Verarbeitung macht einen guten Eindruck und dazu darf sie als Paradebeispiel dafür gelten, wie man mit simplen, aber funktionierenden Bauteilen und einer darauf abgestimmten Entwicklung ein unglaublich kostengünstiges Alltagsmotorrad auf die Räder stellen kann.“

„Überzeugend ist die Qualität der NC – trotz des günstigen Preises. Eine Honda, die ihrem Namen gerecht wird. Für Leute, die etwas Zuverlässiges, Unaufgeregtes und Sparsames suchen.“